# سیارک ۶۰۸۸
سیارک ۶۰۸۸ (به انگلیسی: 6088 Hoshigakubo، نامگذاری:1988UH) شش هزار و هشتاد و هشتمین سیارک کشف شده‌است که در ۱۸ اکتبر ۱۹۸۸ کشف شد.
قدر مطلق سیارک برابر ۱۲٫۵۰ است.